# سيمونا جروزدانوفسكا
سيمونا جروزدانوفسكا مواليد 15 أبريل 1988، هي لاعبة كرة يد مقدونية تلعب كجناح أيمن. مثلت منتخب مقدونيا لكرة اليد للسيدات.

## سجل المنافسة
شاركت في البطولات التالية:
- بطولة أوروبا لكرة اليد للسيدات 2012